# Jekaterina Wladimirowna Wassiljewa

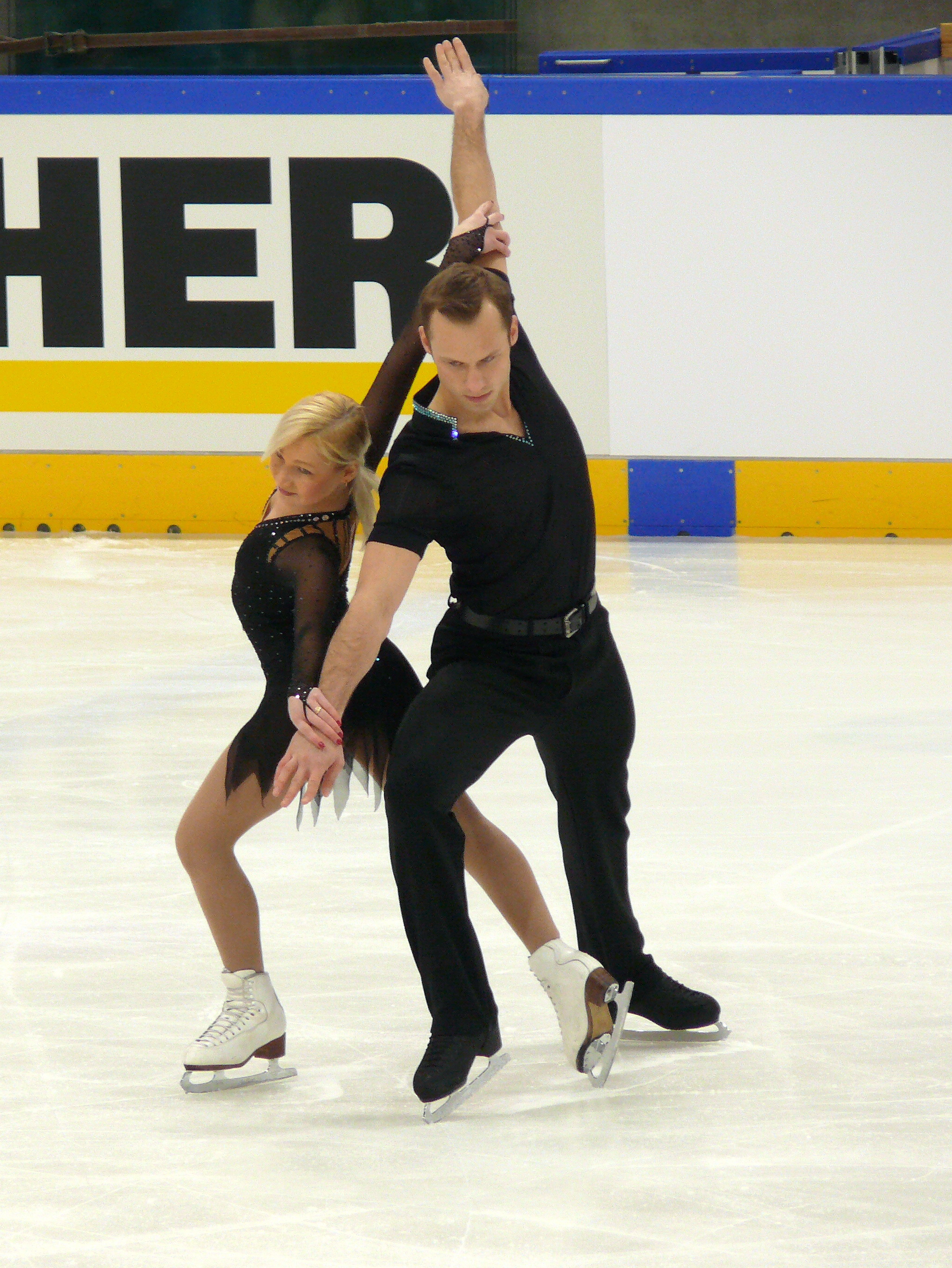
Jekaterina Wassiliewa und Daniel Wende hier beim Kurzprogramm bei den Deutschen Meisterschaften 2008 in Dresden

Jekaterina Wladimirowna Wassiljewa (russisch Екатерина Владимировна Васильева, * 9. September 1986 in Leningrad) ist eine russische Eiskunstläuferin, die im Paarlauf startet.

## Leben
Im Alter von fünf Jahren begann Wassiljewa mit dem Eislaufen. Sie startete für Jubileini, St. Petersburg. Bis 2005 war Wassiljewa Einzelläuferin.
Ab 2005 war Wassiljewa zeitweise die Partnerin von Alexander Smirnow. Mit ihm wurde sie 2006 sowohl 6. bei der Juniorenweltmeisterschaft, als auch 6. bei den russischen Meisterschaften. Im selben Jahr gewannen sie die russischen Meisterschaften der Junioren. Sie trainierten bei Ljudmila und Nikolai Welikow.
Von Juli 2007 bis zum Ende der Saison 2007/08 lief sie mit dem Deutschen Daniel Wende. Gemeinsam wurden sie Dritte der deutschen Meisterschaften 2008. Allerdings trennte sich das Paar nach nur einer Saison, da Wassiljewas Visum nicht verlängert wurde. Seitdem läuft sie wieder für Russland, ihr neuer Partner ist Anton Tokarew.

## Erfolge als Paarläuferin
| Wettbewerb/Wintersaison            | 05-06 | 06-07 | 07-08 |
| ---------------------------------- | ----- | ----- | ----- |
| Olympische Winterspiele            | -     | -     | -     |
| Weltmeisterschaften                | -     | -     |       |
| Europameisterschaften              | -     | -     |       |
| Juniorenweltmeisterschaften        | 6.*   | -     |       |
| Russische Meisterschaften          | 6.*   | -     | -     |
| Russische Junioren-Meisterschaften | 1.*   | -     | -     |
| Deutsche Meisterschaften           | -     | -     | 3.**  |

Legende: * Erfolge mit Smirnow; ** Ergebnisse mit Wende

## Erfolge als Einzelläuferin
| Wettbewerb/Wintersaison            | 01-0 | 02-03 | 03-04 | 04-05 |
| ---------------------------------- | ---- | ----- | ----- | ----- |
| Russische Meisterschaften          | 11.  | 9.    | 12.   | 13.   |
| Russische Junioren-Meisterschaften | 9.   | -     | -     | -     |